# Альянс гей-активістів

Символ альянсу гей-активістів

Альянс гей-активістів (англ. Gay Activists Alliance) — правозахисна організація, створена 21 грудня 1969 року в Нью-Йорці, через півроку після стоунволлських бунтів.
Альянс було створено декількома активістами Фронту визволення геїв (англ. Gay Liberation Front), які були невдоволені тим, що збори все частіше відходили від основної теми прав геїв. За задумом його творців, Альянс мав бути аполітичним і повністю зосередженим на питаннях, що стосуються забезпечення прав і свобод для усіх геїв. Статут Альянсу починався словами: «Ми, вільні гомосексуальні активісти, вимагаємо свободи вираження нашої гідності і поваги нас, як людей». Символом Альянсу була вибрана буква грецького алфавіту — лямбда.
Пік активності Альянсу припав на 1970—1974 роки. Альянс випускав газету Gay Activist (рос. Гей-активіст), яка виходила до 1980 року. Спочатку штаб-квартира Альянсу знаходилася у будівлі Церкви Св. Апостолів на перетині 28-ї вулиці і 9-ї авеню. У травні 1971 року члени Альянсу переїхали у будівлю пожежної станції за адресою Вустер-стріт, 99. Супротивники Альянсу підпалили будівлю, і вона повністю згоріла 15 жовтня 1974 року. До 1980 року багато активістів Альянсу стали висловлювати ті ж думки, що і активісти Фронту визволення геїв у 1969 році. Тому керівниками Альянсу було прийнято рішення про його розпуск.
Головним винаходом Альянсу стала організація так званих шок-акцій (англ. zap action). Суть такої акції полягала в наступному: активісти Альянсу вистежували на вулиці видатних політичних діячів і, у присутності преси, телебачення і сотень роззяв, своєю зухвалою поведінкою захоплювали «жертву» зненацька, тим самим вимагаючи від нього (неї) визнати при всіх права геїв і лесбійок. Жертвою подібних акцій двічі ставав мер Нью-Йорка Джон Ліндсей: в музеї Метрополітен і в Радіо Сіті Холлі, також до рук активістів потрапив тодішній Губернатор Нельсон Рокфеллер. Альянс проводив свої акції проти Бюро реєстрації шлюбів, Управління Нью-йоркського таксі, газети New York Daily News.
У березні 1970 року заступник інспектора Пайна після чергового рейду заарештував 167 осіб і закрив два гей-бари. Серед заарештованих опинився аргентинський іммігрант, який, злякавшись, що може бути висланий з країни, спробував втекти з поліцейського відділка, вистрибнувши з другого поверху. Молода людина загинула, напоровшись на огорожу зі шпильками. Фотографію загиблої молодої людини, що висить на огорожі, New York Daily News надрукувала на першій шпальті. Члени Альянсу організували мирну ходу від Крістофер-парку до Шостого відділку на згадку про загиблого. Альянс спонсорував виборчу кампанію мера Ліндсея, а також конгресмена-демократа Еда Коча, який пообіцяв припинити наскоки на гей-бари міста.